# Partenopeo
Partenopeo (in greco antico: Παρθενοπαίος?, Parthenopàios) è un personaggio della mitologia greca. Figlio di Melanione e di Atalanta, o secondo altri di Meleagro e della stessa Atalanta, deve il suo nome al lungo periodo di verginità osservato dalla madre (parthenos significa vergine in greco).

## Il mito
Partenopeo partecipò, come eroe più giovane, alla spedizione dei Sette contro Tebe organizzata da Adrasto. Artemide, divinità cui il giovane era particolarmente attaccato, gli donò delle frecce infallibili e lo unse di ambrosia per preservarlo in vita il più a lungo possibile. Afrodite, protettrice dei Tebani, si infuriò per la strage compiuta da Partenopeo e pregò Ares di allontanare Artemide, che lo proteggeva, dal campo. Artemide, consapevole di quanto sarebbe avvenuto, assunse l'aspetto di Dorceo, vecchio guerriero molto caro a Partenopeo, e cercò di convincerlo a tornare a casa. Anche Anfione, che pur combatteva nel campo nemico, lo esortò ad abbandonare la battaglia, ma fu tutto inutile. Il giovane eroe fu ucciso da Dioreo (secondo alcune versioni l'assassino sarebbe stato Periclimeno). La sua morte venne vendicata dal figlio Promaco (uno degli Epigoni), avuto dalle nozze con la ninfa Climene.
Enea, sceso vivo nell'Ade con l'aiuto della Sibilla, vide Partenopeo insieme a molti altri nella zona riservata agli eroi.